# De Kreupel
De Kreupel est une île artificielle dans l'IJsselmeer de 70 hectares, située à 4,5 km au nord des côtes de Andijk. Elle est gérée par la Staatsbosbeheer (nl), et n'est pas accessible au public.

## Origine
Des boues provenant du drainage de la liaison ferry Amsterdam - Lemmer ont été utilisées. Quelque trois millions de mètres cubes de sable ont été déposés sur un banc de sable existant.

## Utilités
C'est un morceau de terre nue où les oiseaux peuvent nicher. Cette terre est à l'abri des arbustes et des arbres forestiers.
C'est une réserve naturelle pour un grand nombre d'oiseaux comme la Sterne pierregarin, la Sterne naine, le Laridae, les goélands trouvent un refuge dans ces eaux poissonneuses. 
Cette île fait partie d'un corridor écologique le long de la cote de l'IJsselmeer.

## Référence
- (nl) Cet article est partiellement ou en totalité issu de l’article de Wikipédia en néerlandais intitulé « De Kreupel » (voir la liste des auteurs).